# Curubandé
Curubandé è un distretto della Costa Rica facente parte del cantone di Liberia, nella provincia di Guanacaste.
Sede di un'importante centrale geotermoelettrica, Curubandé sta conoscendo anche un certo sviluppo turistico per la presenza del Parco nazionale del vulcano Rincón de la Vieja.